# Micaela Riera
María Micaela Riera (Ciudad de Santa Fe, Santa Fe; 18 de juliol de 1991) és una actriu i model argentina. És coneguda pels seus papers a Consentidos (2009-2010), Señales del fin del mundo (2013-2014) i El amor después del amor (2023).

## Carrera profeasional
Riera va iniciar la seva carrera com a model als 14 anys, formant part de l'agència de Pancho Dotto. En 2009, amb 17 anys, va aconseguir el paper de Valentina, després de passar per un càsting, en la telenovel·la infantojuvenil Consentidos, emesa per El Trece. Després, el 2011, va realitzar una participació especial com Marisa en la sèrie Peter Punk, de Disney XD, i va tenir una aparició en la telenovel·la Cuando me sonreís, emesa per Telefe. Aquest mateix any, va protagonitzar l'obra teatral Atlántida, un mundo bajo el mar, al costat de Thiago Batistuta, dirigits per Alicia Zanca i Nicolás Perez Costa.
El 2012, Riera va participar de les ficcions 30 días juntos i Graduados. A l'any següent, va aconseguir el paper de Lorena en la sèrie Aliados, tanmateix, va abandonar la producció per un altre projecte. És així que va passar a protagonitzar la sèrie infantojuvenil Señales del fin del mundo, de la TV Pública, en la que va interpretar Catalina "Cata" Pertichelli i que també va tenir gran repercussió en Itàlia, on va oferir diversos concerts. El 2016 va coprotagonitzar el curtmetratge Los últimos días de Betina Ruiz i va aparèixer com a estrella convidada en la telenovel·la Educando a Nina, de Telefe. Així mateix, va ser una de les protagonista de l'obra Sincronizadss al teatre Porteño.
Seguidament, va participar de la telenovel·la còmica Fanny la fan (2017) i es va integrar a l'elenc de la segona temporada de la ficció infantil Heidi, bienvenida a casa, emesa per Nickelodeon, on va interpretar el paper de Sofia. Al seu torn, va interpretar el paper d'una escrivana a l'obra Amoricia, que va ser estrenada al teatre Porteño. En 2019, Riera es va sumar l'elenc de la sèrie Atrapa a un ladrón, de Telefe, en la qual va personificar a Diana Sapojnic, i va protagonitzar el curtmetratge Calycera, on va interpretar a una princesa que porta per nom el títol de la cinta.
En 2020, Riera va protagonitza l’obra teatral Dobles de riesgo, dirigida per Josefina Pieres al Microteatro. El 2021, va ser fitxada per a integrar l'elenc de la pel·lícula Los bastardos, dirigida per Pablo Yotich. Poc després, es va anunciar que havia estat triada per a interpretar a la cantant Fabiana Cantilo en la sèrie El amor después del amor, de Netflix, que retrata la vida de Fito Páez.

## Filmografia

### Cinema
| Any  | Títol                           | Paper      | Notes        |
| ---- | ------------------------------- | ---------- | ------------ |
| 2013 | Planeta globalizado             | Modelo top |              |
| 2016 | Los últimos días de Betina Ruiz | Camila     | Curtmetratge |
| 2019 | Calycera                        | Calycera   | Curtmetratge |
| 2023 | Los bastardos                   | Roxana     |              |

### Televisió
| Any       | Títol                     | Paper                       | Notes                   |
| --------- | ------------------------- | --------------------------- | ----------------------- |
| 2009-2010 | Consentidos               | Valentina                   |                         |
| 2011      | Peter Punk                | Marisa                      | Episodi: «Familia Punk» |
| 2011      | Cuando me sonreís         |                             |                         |
| 2012      | 30 días juntos            | Luna                        |                         |
| 2012      | Graduados                 | Malena                      |                         |
| 2013      | Aliados                   | Lorena                      |                         |
| 2013-2014 | Señales del fin del mundo | Catalina «Cata» Pertichelli |                         |
| 2016      | Educando a Nina           | Ella mateixa                | 1 episodi               |
| 2017      | Fanny la fan              |                             |                         |
| 2017      | Heidi, bienvenida a casa  | Sofía                       |                         |
| 2019      | Atrapa a un ladrón        | Diana Sapojnic              |                         |
| 2022-2023 | El encargado              | Marina                      |                         |
| 2023      | El amor después del amor  | Fabiana Cantilo             |                         |
| 2023-2024 | Buenos chicos             | Mía Vélez                   |                         |

### Vídeos musicals
| Any  | Vídeo             | 'Paper           | Artista          |
| ---- | ----------------- | ---------------- | ---------------- |
| 2017 | «Mañanas sin sol» | Interès romàntic | Leonardo Centeno |

## Teatre
| Any       | Títol                           | Paper     | Lloc           |
| --------- | ------------------------------- | --------- | -------------- |
| 2011      | Atlántida, un mundo bajo el mar | Sluvis    |                |
| 2016-2017 | Sincronizadas                   |           | Teatro Porteño |
| 2017      | Amoricia                        | Escribana | Teatro Porteño |
| 2020      | Dobles de riesgo                |           | Microteatro    |
| 2023      | El divorcio                     | Mercedes  | Multiteatro    |
| 2024      | Porteñas                        | Carmen    | Teatro Astral  |

## Premis i nominacions
| Any  | Organització                 | Categoria                              | Treball                  | Resultat    | Ref(s)        |
| ---- | ---------------------------- | -------------------------------------- | ------------------------ | ----------- | ------------- |
| 2014 | Kids Choice Awards Argentina | Diosa                                  | Ella mateixa             | Prenominada | [ 11 ]        |
| 2023 | Produ Awards                 | Millor actriu revelació                | El amor después del amor | Guanyador   | [ 12 ]        |
| 2023 | Premis Cóndor de Plata       | Millor actriu protagonista en drama    | El amor después del amor | Nominat     | [ 13 ] [ 14 ] |
| 2023 | Premis Cóndor de Plata       | Revelació femenina                     | El amor después del amor | Guanyador   | [ 13 ] [ 14 ] |
| 2024 | Premis Platino               | Millor actriu en minisèrie o teleserie | El amor después del amor | Nominat     | [ 15 ]        |